# Ugg
Pour les articles homonymes, voir UGG.

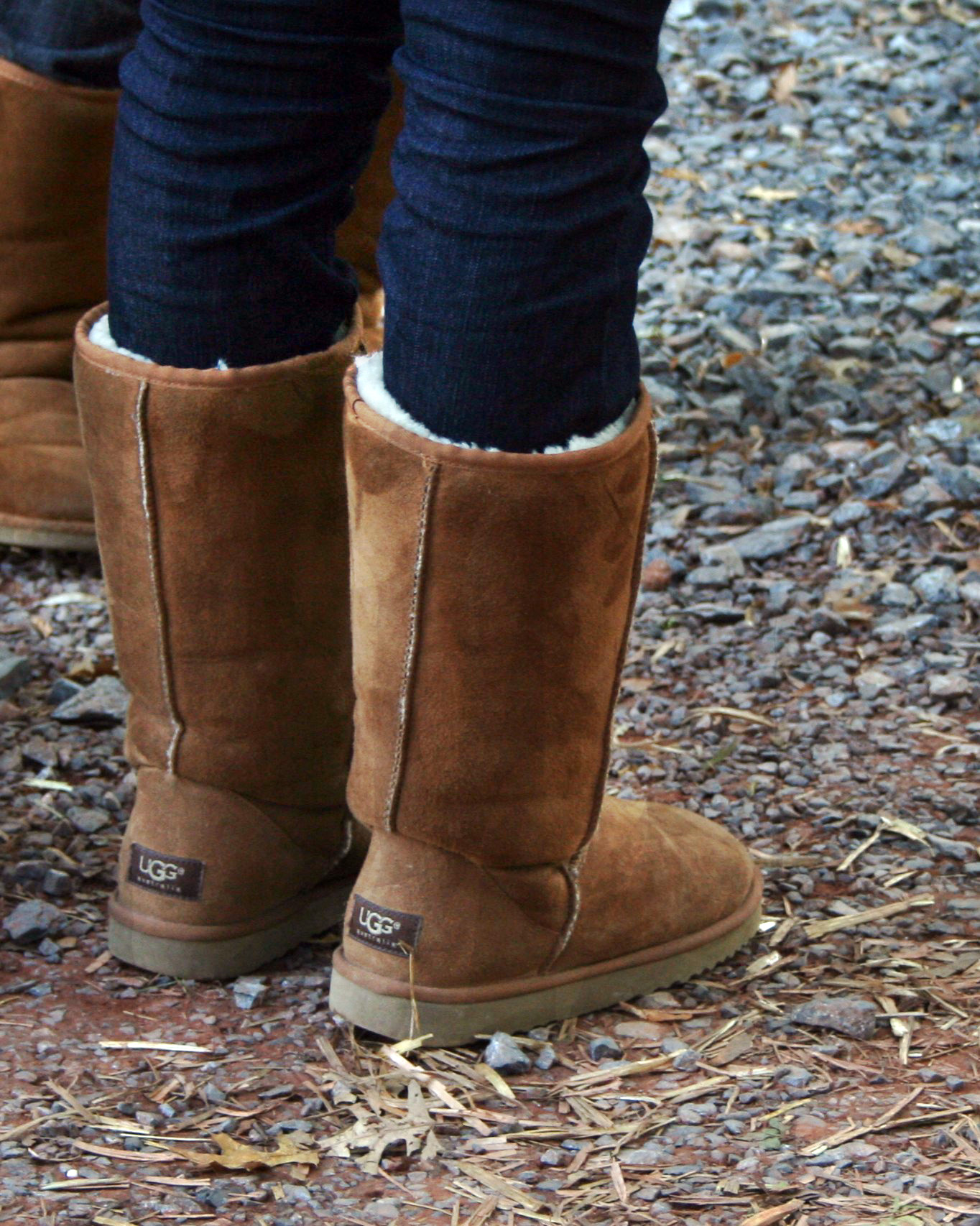
Un classique des bottes Ugg en peau de mouton.

Ugg est une marque de chaussures et de vêtements appartenant à la société américaine Deckers Outdoor Corporation,. La marque Ugg est surtout connue pour ses emblématiques bottes en peau de mouton, mais la gamme comprend également des chaussures, sandales, chaussures à semelles compensées, chaussons, tricots, vêtements et sacs à main. La peau de mouton utilisée dans des bottes Ugg est double-face : peau retournée à l'extérieur et laine à l’intérieur. La fourrure étant perméable, elle tient les pieds au frais en été et au chaud en hiver.

## Historique
Le style de la botte en peau de mouton a été inventé par un surfeur australien, Shane Stedman. Il a conçu cette botte pour garder ses pieds au chaud après avoir surfé dans les fraiches eaux australiennes. En 1971, Stedman a enregistré la marque Ugh-Boots en Australie et en 1982 il a enregistré la marque Ugh.
En 1978, un autre surfeur australien, Brian Smith, ayant introduit aux États-Unis quelques paires de bottes en peau de mouton, a commencé à les commercialiser à New York et en Californie, et a lancé la compagnie de chaussures Ugg Australia aux États-Unis. Il a touché une clientèle de surfeurs californiens et du tout Hollywood. En 1985, Smith a déposé son logo Ugg Australia aux États-Unis et en a obtenu l'enregistrement en 1987.
En 1995, la société américaine de chaussures Deckers Outdoor Corp. a acquis la société de Smith, Ugg Holdings, Inc. pour 15 millions de dollars US. Shane Stedman a vendu en 1996 ses droits sur la marque australienne Ugh à Deckers pour 10 000 £ et trois paires de bottes Ugg par an pour le reste de sa vie,.

## Objet de mode
Au début des années 2000, les bottes Ugg sont devenues un objet de mode et un phénomène culturel. Une large part de leur popularité fut causée par Oprah Winfrey, célèbre personnalité de la télévision américaine,,. À partir de l'an 2000, Oprah a mentionné à cinq reprises les bottes Ugg au nombre de ses « objets préférés » lors de ses programmes spéciaux de la période des fêtes. Des stars du cinéma américain, telles Kate Hudson, Sarah Jessica Parker, Jennifer Aniston et Cameron Diaz ont été photographiées avec des bottes Ugg,. Le magazine Footwear News a élu Ugg « Marque de l'Année ».

## Marque de commerce
La marque Ugg apparaît généralement sur une étiquette rectangulaire type « plaque d'immatriculation », sur le talon des bottes. Le logo Ugg le plus courant est constitué des lettres stylisées U-G-G, le « G » central étant plus grand et chevauchant les deux autres lettres.

Ugg est une marque enregistrée de Deckers Outdoor Corporation dans plus de 145 pays, incluant les États-Unis, l'Europe et la Chine. Au début des années 2000, la demande de bottes en peau de mouton portant la marque Ugg a explosé, en partie du fait de leur adoption par des célébrités. Des fabricants australiens se sont mis à vendre sur Internet des bottes en peau de mouton portant des marques identiques ou similaires à la marque Ugg. Deckers fit alors un effort important pour stopper la contrefaçon de cette marque et a envoyé des lettres de mise en demeure aux fabricants australiens. Grâce à des arbitrages rendus dans le cadre de la procédure UDRP, les concurrents ont été empêchés d’utiliser le mot « ugg » dans leurs noms de domaine. IP Australia, l’Office des marques australien, a mis en garde les entreprises australiennes.
« Internet offre un accès aisé aux marchés mondiaux et ne tient pas compte des frontières nationales. Si vous commercez sur Internet, il vous faut comprendre les lois du pays dans lequel vous vendez des produits ou des services. Si depuis l’Australie vous mettez sur Internet une offre de vente qui invite à l'achat depuis l'étranger, cela peut équivaloir à commercer à l'étranger et vous exposer à des actions en justice et litiges coûteux ».
En réponse à ces actions de Deckers, des fabricants australiens formèrent l'Australian Sheepskin Association pour combattre les prétentions de Deckers. Des sociétés australiennes engagèrent des actions en vue d’annuler les marques de Deckers en Australie. McDougall parvint à faire annuler un enregistrement australien de Ugh-Boots pour défaut d’exploitation. Cependant, Luda Productions échoua dans sa tentative d'invalider l'enregistrement Deckers pour Ugg AUSTRALIA + dessin, qui a été confirmé par une décision de 2006 et demeure enregistré en Australie.
Il y a eu des procès sur la validité de la marque Ugg en Australie, aux États-Unis, en Europe et en Turquie. Des décisions judiciaires ont rejeté l’argument selon lequel le terme Ugg serait générique, et confirmé la validité de l’enregistrement de la marque aux États-Unis, aux Pays-Bas, en Turquie et en Chine. Aux États-Unis, Deckers a intenté une action pour obliger les défendeurs à arrêter l'utilisation du terme « ug boots. » Les défendeurs affirmèrent que la marque Ugg était générique. La Cour a rejeté cet argument, déclarant que les défendeurs ne présentaient que des preuves anecdotiques que le terme « ug boots » avait été utilisé de façon générique par diverses personnes à différentes époques ». La Cour a conclu que les défendeurs avaient ignoré l’enquête probante soumise par les deux parties qui démontrait clairement que le terme Ugg n'était pas générique... 84 % des personnes interrogées pensaient qu'Ugg était une marque de commerce. Enfin, la Cour a conclu que le fait que le terme soit générique en Australie n'avait aucune incidence sur la validité de la marque Ugg aux États-Unis. La Cour a également conclu que la marque Ugg de Deckers était extrêmement forte.
Aux Pays-Bas, la Cour a jugé qu’Ugg était une marque valide. La Cour a rejeté l’argument de la défenderesse selon lequel « c'est générique en Australie », estimant qu’il était impossible d’établir que le nom devait être considéré comme générique en Belgique, aux Pays-Bas et au Luxembourg sur la base de l'avis d'une ou plusieurs entreprises en Australie. La Cour n'avait aucune raison de douter que Ugg soit une marque notoire dans les pays du Benelux.
En Turquie, la Cour a jugé que la marque n'était pas une expression générique ou descriptive, mais était en fait notoire en tant qu’indication d'origine parmi les consommateurs turcs. En vertu de la loi turque, des mots ayant une signification descriptive dans d'autres langues ne peuvent être refusés à l’enregistrement que s'ils sont couramment connus en Turquie. La Cour a conclu qu’Ugg n'avait pas de signification en turc, si ce n’est en tant que marque. La Cour s’est également référée à une enquête indépendante qui indiquait que la marque Ugg avait un taux élevé de reconnaissance parmi les consommateurs turcs. 
En Chine, la Cour a considéré Ugg comme une marque valide et a en outre déclaré que, les droits de marques étant territoriaux, la question de savoir si Ugg était un nom générique pour des bottes en peau de mouton en Australie était sans pertinence en l'espèce. En outre, la Cour a jugé que le montant des dommages-intérêts et dépens d'appel attribués à Deckers devait être apprécié, entre autres, d’après la valeur de la marque de Deckers et la notoriété de cette marque.

## Contrefaçons
La marque Ugg a été victime de contrefaçons, venant principalement de Chine,,,. Il est aisé de créer des sites web vendant des produits contrefaits, les faussaires copient les photos et le texte du site authentique, et le site contrefaisant ressemble au site véritable et rappelle celui-ci. Des équipes de juristes ont mis fin à des milliers d’enchères sur eBay et de sites Web vendant des contrefaçons de bottes Ugg,,. Les responsables des douanes et de l'application des lois aux États-Unis et au Royaume-Uni ont saisi de grandes quantités de contrefaçons de produits Ugg et d’autres marques de luxe,,.
Selon le Glasgow Evening Times, en juillet 2010 des gangs de criminels ont inondé Glasgow de fausses chaussures. Les autorités ont saisi dans l’ouest de l’Écosse des centaines de paires de chaussures en vogue. Neil Coltart, au Conseil municipal de Glasgow, déclara : « Ces bottes arrivent dans des boîtes qui ressemblent aux authentiques, avec les inscriptions et les étiquettes. Mais les produits ne sont manifestement pas de la qualité que vous pourriez attendre de Ugg. » Hors de leur emballage, les bottes n’étaient clairement pas fabriquées à partir de la peau de mouton de Ugg, mais d’une fourrure synthétique bon marché. L’une portait même la marque distinctive Ugg collée à l’envers sur le talon. Brandissant une paire, Coltart dit : « Je pense que la plupart des gens seraient très déçus s’ils achetaient des bottes Ugg et rapportaient celles-ci chez eux. »
En 2009, les agents des douanes américains ont confisqué 60 000 paires de fausses bottes Ugg, et la société a engagé des actions contre 2 500 sites web qui vendaient des produits frauduleux, ainsi que contre 170 000 inscriptions sur eBay, Craigslist et autres sites similaires. Leah Evert-Burks, directrice de la protection des marques de Deckers, a déclaré au New York Times : « le consommateur est aveugle quant à l’origine du produit… Les faux sites web apparaissent plutôt facilement, les faussaires vont reproduire nos stocks de photos, le texte de notre site web, pour que le leur soit en apparence comme celui de Deckers ».